# Adolf Michaelis

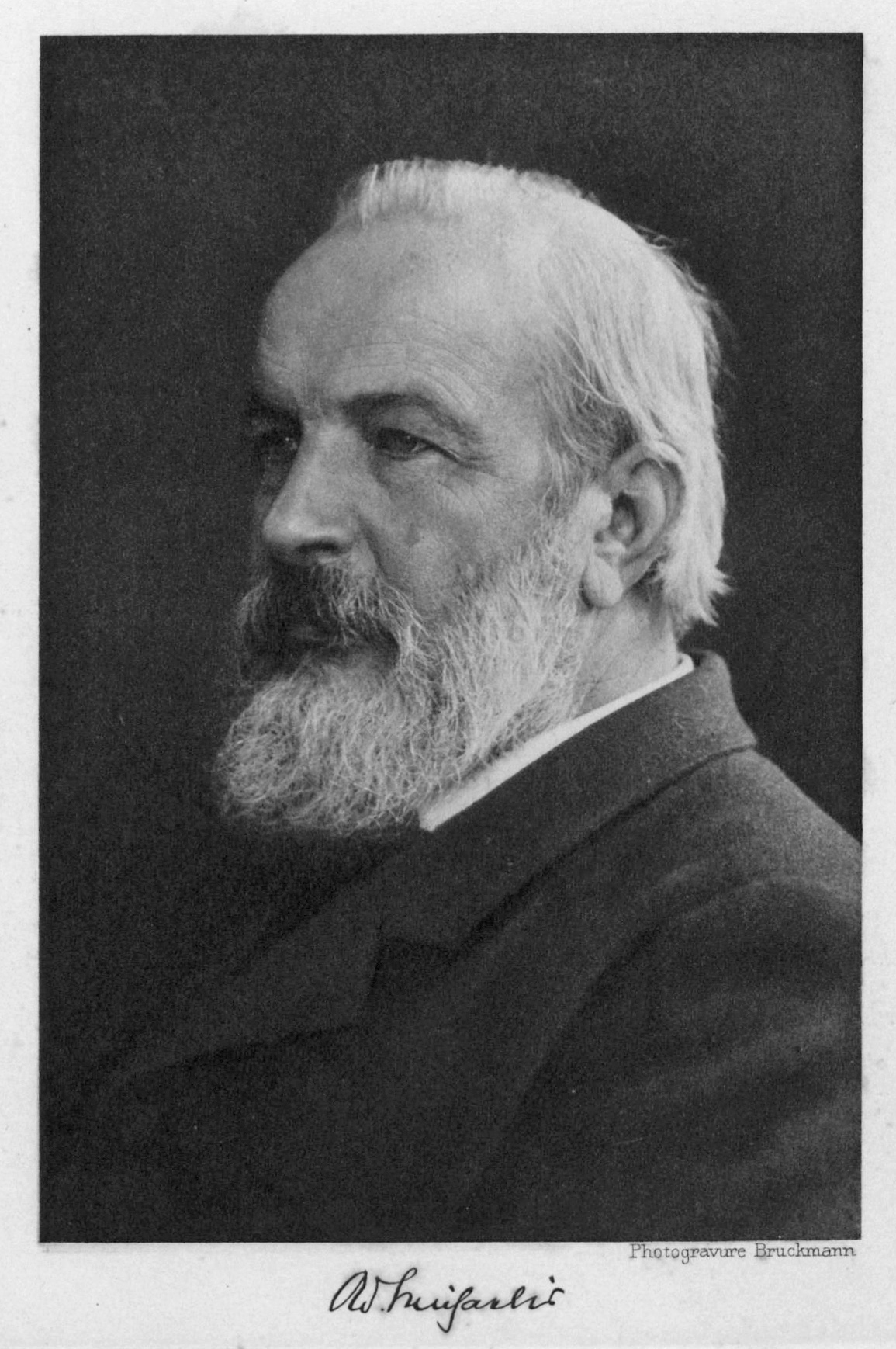

Adolf Theodor Friedrich Michaelis (* 22. Juni 1835 in Kiel; † 12. August 1910 in Straßburg) war ein deutscher Klassischer Archäologe.

## Herkunft
Seine Eltern waren der Mediziner und Geburtshelfer Gustav Adolf Michaelis (1798–1848) und dessen Ehefrau Julie (Juliane) Jahn (1806–1892). Sein Urgroßvater war der Orientalist Johann David Michaelis, sein Onkel der Archäologe Otto Jahn. Ein Neffe von ihm war der Historiker Eduard Pelissier.

## Leben und Wirken
Michaelis interessierte sich schon während der Gymnasialzeit an der Kieler Gelehrtenschule für die Antike. 1853 begann er sein Studium der Klassischen Philologie und Archäologie an der Universität Leipzig, setzte es 1854/55 in Berlin fort und studierte dann von 1855 bis 1857 in Kiel, wo er mit einer Arbeit über Horaz promoviert wurde.
1859/60 erhielt er zusammen mit Alexander Conze das erstmals verliehene Reisestipendium des Deutschen Archäologischen Instituts, mit dem er nach Griechenland reiste. 1861 habilitierte er sich in Kiel und wurde schon 1862 außerordentlicher Professor für Archäologie und Leiter der Abgusssammlung an der Universität Greifswald. Von 1865 bis 1872 war er ordentlicher Professor für Klassische Philologie und Archäologie und Direktor des Archäologischen Museums der Universität Tübingen. 1872 übernahm er den Lehrstuhl für Archäologie an der neu gegründeten Universität Straßburg. Hier konnte er ein großes archäologisches Institut mit Lehrsammlung, Abgusssammlung und Bibliothek aufbauen. Von 1894 bis 1899 war er außerdem der Interimverwalter der ägyptologischen Sammlung.

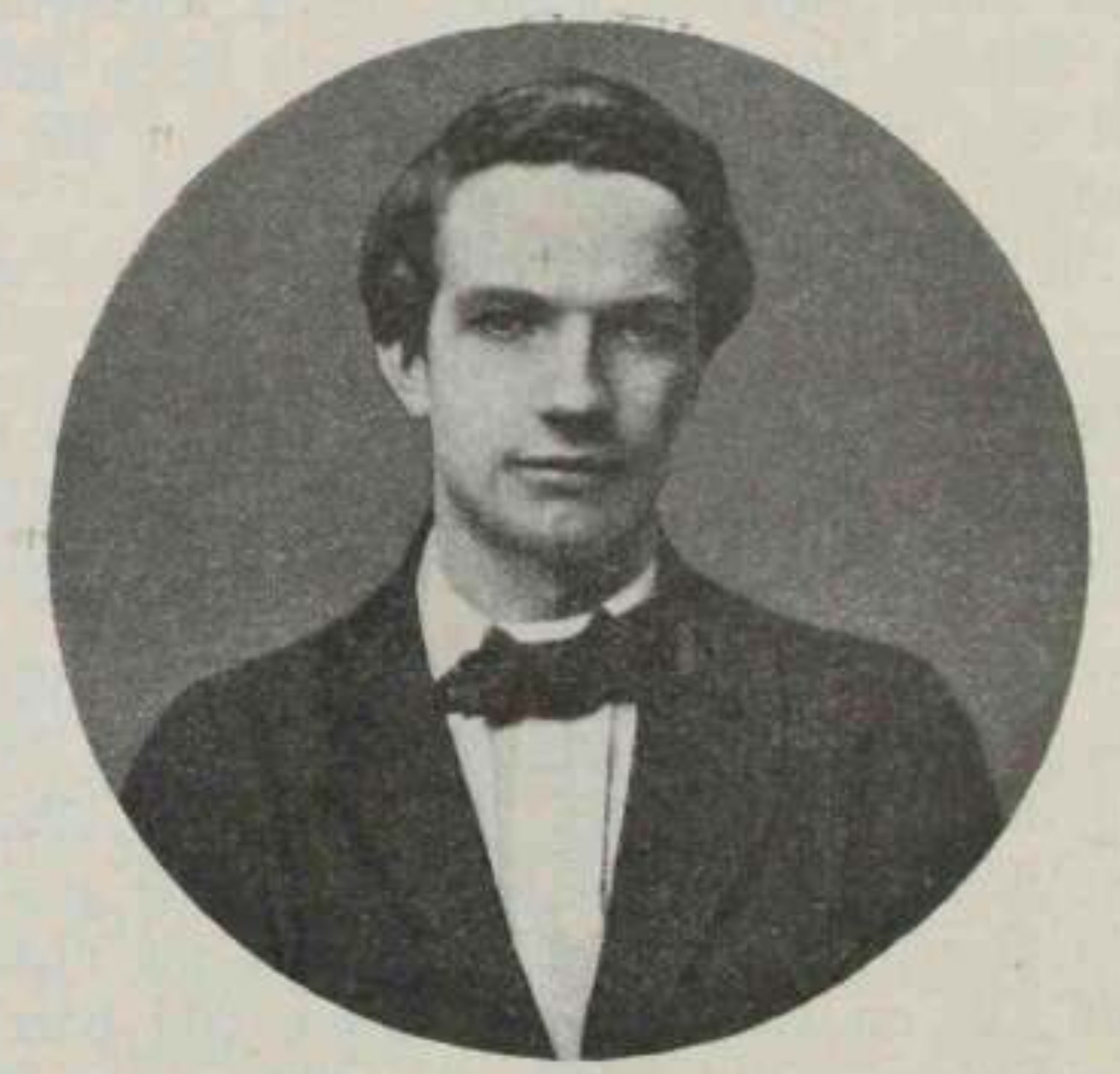
Adolf Michaelis, 1857

Michaelis starb 1910 in Straßburg. Seine letzte Ruhestätte befindet sich auf dem Cimetière Saint-Louis in Straßburg-Robertsau (Sektion 3P-6-3).

## Familie
Adolf Michaelis heiratete 1868 Luise von der Launitz (1841–1869), eine Tochter des Bildhauers Eduard Schmidt von der Launitz (1797–1869) und dessen Ehefrau Therese von Soiron (1803–1861). Das Paar hatte einen Sohn.
Nach dem frühen Tod seiner ersten Frau heiratete Adolf Michaelis im Jahr 1874 in Berlin Minna Trendelenburg (1842–1924), eine Tochter des Philosophen Friedrich Adolf Trendelenburg. Das Paar hatte drei Söhne und eine Tochter.

## Schriften (Auswahl)
- Thamyris und Sappho auf einem Vasenbilde. Breitkopf & Härtel, Leipzig 1865.
- Der Parthenon. Leipzig 1870–71. (Digitalisat Bd. 1 und 2)
- Geschichte des Deutschen Archäologischen Instituts, 1829–1879. Berlin 1879 (Digitalisat)
- Rede über die Entwicklung der Archäologie in unserem Jahrhundert. Straßburg 1881.
- Ancient Marbles in Great Britain, Cambridge 1882. (Internet Archive)
- Zur aristotelischen Lehre vom ΝΟΥΣ, Neu-Strelitz 1888. (Internet Archive)
- Arx Athenarum a Pausania descripta. Bonn 1901 (Digitalisat).
- Literaturnachweis zur siebenten Auflage des ersten Bandes von Anton Springers Handbuch der Kunstgeschichte, Leipzig 1904. (Internet Archive)
- Die archäologischen Entdeckungen des neunzehnten Jahrhunderts. Leipzig 1906.  (@ Universitätsbibliothek Heidelberg)
  - 2. Aufl. u. d. Titel: Ein Jahrhundert kunstarchäologischer Entdeckungen. Leipzig 1908. (Internet Archive)
- Das Altertum. [Bd. 1 von Anton Springer (Hrsg.): Handbuch der Kunstgeschichte]. Leipzig 1911.
- Archäologische Reisen in Griechenland 1860 und 1886. Hrsg., eingeleitet und kommentiert von Hans von Steuben. Möhnesee 2004, ISBN 3-933925-47-9.